# مارغريت جين رادين
مارغريت جين رادين (بالإنجليزية: Margaret Radin)‏ هي مُدرسة أمريكية، ولدت في 1941.